# ペルメト
ペルメト（アルバニア語: Përmet, ギリシア語: Πρεμετή, トルコ語: Permedi）はアルバニアのジロカストラ州にある町と基礎自治体である。2023年には、町の人口は4,809人であり、基礎自治体の人口は7,980人だった。いくつの近所にギリシャ人とアルーマニア人が住んでいる。
食事のジャム、カンポットおよびラキヤが際立つ。サッカークラブはKFペルメティである。